# Crypsithyris longicornis
Crypsithyris longicornis är en fjärilsart som beskrevs av Henry Tibbats Stainton 1859. Crypsithyris longicornis ingår i släktet Crypsithyris och familjen äkta malar. Inga underarter finns listade i Catalogue of Life.